# Azovbataljonen
Azovbataljonen (ukrainska: Окремий загін спеціального призначення «Азов») är ett tidigare paramilitärt frivilligförband i Ukraina som sedan november 2014 är underställt Ukrainas nationalgarde, i sin tur underställt landets inrikesdepartement. 

## Kontroverser och kritik
Azovbataljonen har länge varit kontroversiell på grund av sin tidiga och påstått fortsatta koppling till högerextrema grupper och nynazism, dess användning av kontroversiella symboler kopplade till nazism och anklagelser om att medlemmar i gruppen har deltagit i tortyr och krigsförbrytelser. Vissa experter lyfter regementets kopplingar till Azov-rörelsen, en politisk paraplygrupp med eventuella högerextrema politiska ambitioner. Andra hävdar att förbandet tonade ned nynazismen när det blev en del av nationalgardet.
Sedan 2014 har kritik mot Azovregementet varit ett återkommande tema i rysk propaganda. I kölvattnet av den ryska invasionen av Ukraina 2022 fick regementet mycket uppmärksamhet, eftersom Rysslands president Vladimir Putin uppgav att ett skäl till invasionen var att Ukraina skulle "avnazifieras". Under belägringen av Mariupol spelade Azovbataljonen en framträdande roll i stadens försvar. När de sista styrkorna i Mariupols Azovstal stålverk kapitulerade överlämnade sig en stor del av förbandet, inklusive regementets befälhavare sedan 2017, Denys Prokopenko, till de ryska styrkorna på order från ukrainska högre befäl.

## Storlek
Azovbataljonens storlek uppskattades till mellan 900 och 2 500 kombattanter 2017–2022. De flesta av förbandets medlemmar är rysktalande och kommer från de rysktalande regionerna i Ukraina. Många medlemmar kommer också från andra länder, bland annat Sverige.

## Historia
Ukrainas inrikesminister Arsen Avakov utfärdade den 15 april 2014 ett dekret om att godkänna frivilliga paramilitära grupper för strider i östra Ukraina. En orsak till att de ukrainska frivilligbataljonerna har skapats är att krigsledningen har haft problem med lojaliteten inom den ukrainska armén.
Azovbataljonen upprättades den 5 maj 2014 av det ukrainska inrikesministeriet, som försåg bataljonen med vapen och utrustning innan man överlät ledningen till medlemmar i Socialnationalistiska församlingen, ett ultranationalistiskt parti med nynazistiska förtecken.

### Grundare och dåvarande ledning
Den dåvarande bataljonchefen Andrij Biletskyj är partiledare för SNA. Han hade tidigare suttit häktad i två år misstänkt delaktighet i en skottlossning mot journalisten Sergej Kolesnyk i Charkivs centrum 2011. Tillsammans med 22 andra frigavs Biletski i samband med regeringen Jatsenjuks amnesti, efter händelserna på Självständighetstorget i Kiev 2014, då han av de nya makthavarna betraktades som en politisk fånge. Igor Mosijtjuk, som är bataljonens stabschef, är ledamot av Kievs stadsfullmäktige. Det nationalistiska Radikala partiets ledare Oleh Ljasjko, som också är medlem i det ukrainska parlamentet, är en av de drivande krafterna bakom Azovbataljonen.

### Insatser och förbindelse till ukrainska armén
Azovbataljonen strider inte officiellt tillsammans med den ukrainska armén men har ukrainska regeringens stöd och godkännande och har sedan den inrättades deltagit i kriget mot de proryska rebellerna i landets östra delar, bland annat vid avvärjningen av den våldsamma stormningen av Mariupols stadskärna i början av juni 2014 och försöken att belägra Donetsk i augusti samma år, med många döda, även civila, som följd.

### Storlek och namnshistoria
Bataljonen har sedan 2014 och ca. 750 stridande personer vuxit till mer än den tredubbla storleken, vilket gjorde att enhetens namn efter 2014 ändrades från Батальйон «Азов» (Azov-bataljonen) till Полк Азов (Azov-regementet). Aktuellt lyder namnet på enheten "Окремий загін спеціального призначення НГУ «Азов»", som närmast kan översättas med ”Självständig enhet Azov med särskilda operativa uppgifter som del av Ukrainas Nationalgarde (NGU)”

### Rättsöverträdelser enligt Amnesty
Under oroligheterna 2014 har frivilligbataljonerna i östra Ukraina olagligt förhört, torterat och arresterat misstänkta separatister, vilket människorättsorganisationen Amnesty har dokumenterat och kommenterat.
Enligt Amnesty har organisationen även fått in rapporter om att en annan frivillig-bataljon, Aidarbataljonen, har mördat civila och genomfört kidnappningar, samt rånat, misshandlat och utpressat personer som de anklagar för samarbete med Ryssland. De har även fått in liknande rapporter om Azov, men Amnesty har på grund av de våldsamma stridigheterna inte haft möjlighet att ta sig till Donetsk där Azovbataljonen finns.
FN fördömde 29 augusti 2014 de människorättsbrott som både de proryska rebellerna och de regeringsstödda frivilligbataljonerna, bland annat Azovbataljonen, gjort sig skyldiga till i östra Ukraina. Civila i stridsområdena har utsatts för mord, tortyr och kidnappningar från båda sidor.

### Minskavtalet och utländska stridande
Ukrainas regering och de proryska separatisterna enades 20 september 2014 i Minsk kring en fredsplan för att stabilisera läget och upprätthålla vapenvilan i östra Ukraina. Överenskommelsen inkluderade bland annat att båda parter ska dra tillbaka utländska stridande. Fredsplanen blev framtagen av den så kallade kontaktgruppen för Ukraina, som består av den tidigare ukrainska presidenten Leonid Kutjma, Rysslands sändebud och Kievambassadör Michail Zurabov, fyra proryska separatistledare samt representanter från Organisationen för säkerhet och samarbete i Europa (OSSE).

## Azovbataljonens organisation

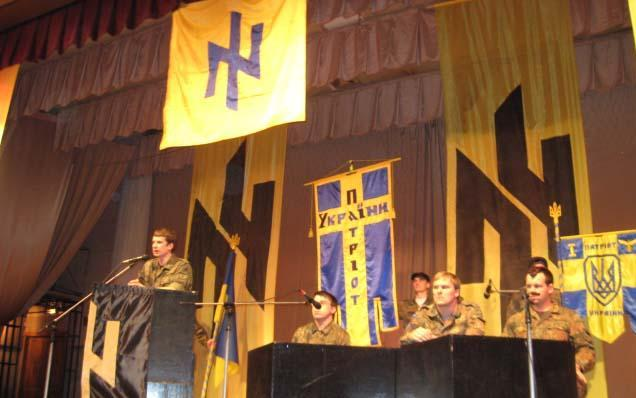
Azovbataljonens dåvarande kommendör Andrij Biletskyj på ett möte i Socialnationalistiska församlingen i april 2008.

De frivilliga i Azovbataljonen fick 2014 en månadslön om cirka 150 $ (cirka 1050 Skr).
Azovbataljonen hade i början sitt högkvarter i en jaktstuga i ett skogsområde en bit utanför Mariupol. Stugan ställdes till bataljonens förfogande av oligarken Ihor Kolomojskyj, men högkvarteret flyttades 13 juni tillfälligt till Berdjansk. Bataljonens högkvarter flyttades senare till ett tidigare pensionat invid Azovska sjön i Urzuf. Bataljonen fick ekonomiskt stöd av guvernören i Donetsk, oligarken Serhij Taruta.

### Kopplingar till Socialnationalistisk församling
I media har ett samband mellan Azovbataljonen och nazistiska Socialnationalistiska församlingen (SNF) framställts. Exempelvis anges att Azovbataljonens första kommendör Andrij Biletski och bataljonens vice kommendör Oleh Odnorozhenko båda tillhör SNF:s ledande skikt (SNF:s ledare respektive SNF:s chefsideolog), att de olika organisationerna länkat till varandra på respektive webbplatser och att bataljonen och SNF delar logotyp, den nazistiska symbolen varghaken.

## Ideologi

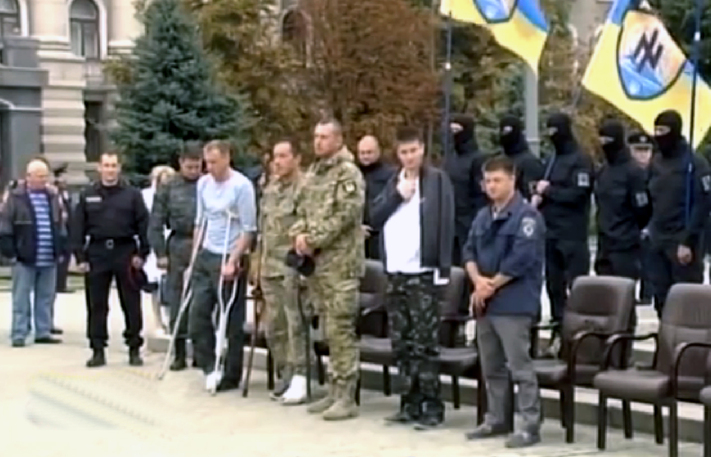
Fanvakt från Azovbataljonen vid en officiell ceremoni, augusti 2014.

Azovbataljonen är en gruppering för frivilliga soldater. I styrkan finns ultranationalister, högerextremister och nazister som deltar av ideologiska skäl, öppna med att de förespråkar vit makt och antisemitiska ståndpunkter. Många i bataljonen är medlemmar av Socialnationalistiska församlingen och dess paramilitära gren Ukrainska patrioter eller det ultranationalistiska partiet Högra sektorn. Flera av Dynamo Kievs ultrashuliganer och tidigare automajdan-aktivister har tagit värvning. I enheten har även personer från bland annat Sverige, Italien, Frankrike, Kanada och Ryssland, som lockats av förbandets ideologiska orientering, stridit. I styrkan finns även ukrainska judar och muslimer.
Mer än hälften av bataljonens frivilliga år 2014 var rysktalande östukrainare.
Azov betraktas av vissa som ett vanligt förband som inte längre är politiskt. Styrkan betraktas idag som en av landets främsta militära enheter. Dess rekryter lockas inte längre enbart av ideologi utan även av förbandets goda rykte.
Azov arrangerar sommarläger för barn från 8 år där de ägnar sig åt träning med vapen och ideologisk skolning. Under dessa läger har HBTQ beskrivits som perversioner påhejade av "moderna bolsjeviker".

## Azovbataljonens symboler
Azovbataljonens gulsvarta flagga pryds av en variant av den nazistiska symbolen varghaken, som också användes av vissa Waffen-SS-divisioner under andra världskriget. I Sverige är den känd från Vitt Ariskt Motstånds logotyp. Flaggan användes tidigare officiellt av Svoboda. Azovbataljonens emblem innehåller även den nazistiska "svarta solen", en symbol skapad av Heinrich Himmler.

## Utländska frivilligsoldater
2014 rymde bataljonen också cirka 25 frivilliga från andra länder, minst fyra var från Sverige. Det rapporterades om soldater i de ukrainska frivilliga bataljonerna från; 
Baltländerna, Belgien, Bulgarien, Finland, Frankrike, Georgien, Grekland, Italien, Irland, Kanada, Norge, Polen, Serbien, Slovakien, Slovenien, Spanien, Kroatien, Storbritannien, Tjeckien, USA och Belarus och till och med Ryssland som representeras av tjetjener och medlemmar av skinhead-gruppen Misanthropic Division. Ukrainas inrikesministerium avvisade i juli 2014 uppgifterna om utländsk inblandning trots att flera av de utländska soldaterna då hade intervjuats i västmedier.

### Sverige

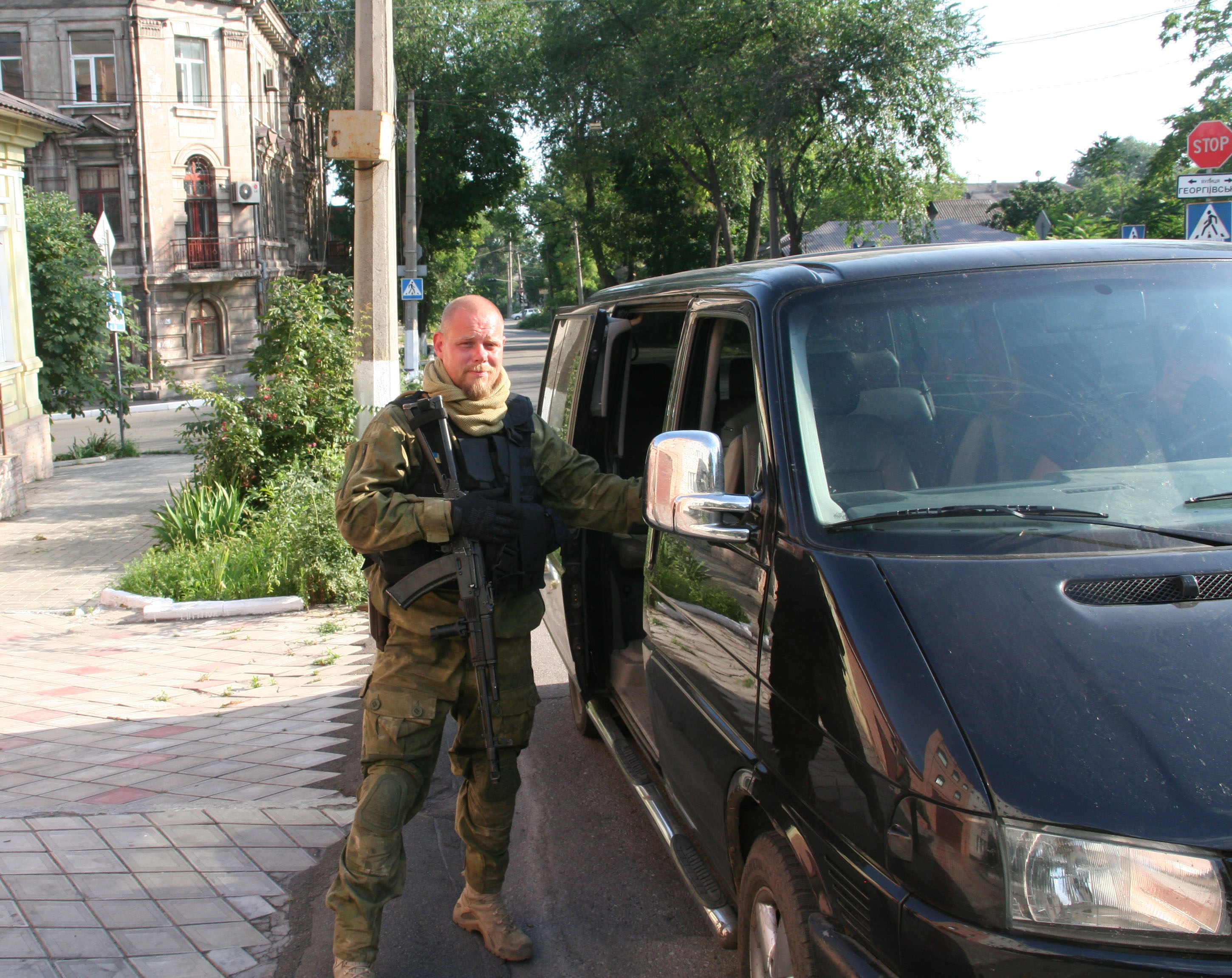
Mikael Skillt i Mariupol.

Sveriges Radio hade den 10 juli 2014 en längre intervju med den svenske nynazisten Mikael Skillt där han berättade om sin tjänstgöring i Azovbataljonen, något som han också skriver flitigt om på Twitter och Facebook. Även flerbarnspappan "Robin" har intervjuats om sin tjänstgöring i Azovbataljonen i den nazistiska nättidningen Motgift och den 28-åriga nazisten "Severin" från Göteborg har låtit sig intervjuas i The Irish Times. En svensk som kallar sig "Sonic" från bataljonen skadades i september 2014 under striderna vid Mariupol och vårdades för splitterskador på ett sjukhus i Berdjansk. En intervju med Leo Sjöholm, 31-årig svensk frivilligsoldat i Azovbataljonen, om hans engagemang som nykommen frivillig i bataljonen, fanns på LiveLeaks hemsida i september 2014. Han omkom i en bilolycka under en truppförflyttning 8 januari 2015 i sydöstra Ukraina, nära staden Berdjansk.
Andreas Carlsson, medlem i Svenskarnas parti, anslöt sig till Azovbataljonen bara några dagar efter att svensk polis begärde honom häktad i sin frånvaro misstänkt (senare friad) för mordförsök i samband med en feministisk manifestation i Malmö den 8 mars 2014. En bild på Carlsson i Ukraina som publicerats på nätet togs i mitten av augusti 2014. Ukraina har inget utlämningsavtal med Sverige.
Dagens Nyheter hade 29 januari 2015 en intervju med svensk-finska frivilligsoldaten Carolus Löfroos.
Bataljonsledningen har inte velat berätta hur många svenskar som finns i bataljonen, men det har uppskattats att upp till tjugo svenskar har anslutit sig till de olika ukrainska frivilliga förband som 2014 deltog i kriget i östra Ukraina, en siffra som bygger på intervjuerna med två svenska frivilliga.
Dock finns det ingen riktigt tillförlitlig statistik över antalet svenskar som befinner sig i strid. Det kan röra sig om uppemot hundratalet individer, vilket enligt Säpos uttalande i augusti antagligen inte är för högt räknat.
Den 22 november 2014 uppgav Säpos chef Anders Thornberg att ett 30-tal individer från svenska extremhögern har rest till Ukraina för att delta i nationalisternas kamp mot Ryssland. Av dessa deltar mellan fem och tio aktivt i striderna i Östra Ukraina, fem håller på med propaganda och några hade vid det tillfället redan återvänt till Sverige.
Sveriges dåvarande utrikesminister Carl Bildt meddelade på Twitter att han inte ville kommentera svenskarna i de frivilliga förbanden. 
Terrorforskaren Magnus Ranstorp vid Försvarshögskolan anser att svenskarna bör utredas för terrorbrott eller krigsbrott.
Enligt Said Mahmoudi, professor i internationell rätt vid Stockholms universitet kan de Ukraina-frivilliga svenskarna komma att åtalas för brott begångna vid deras krigande i Ukraina om de återvänder till Sverige. Detta eftersom konflikten i Ukraina i början inte räknades som ett regelrätt krig, vilket gör att de kan ha gjort sig skyldiga till mord.
Den svenska regeringen vill genom en lag förbjuda svenska medborgare att åka utomlands och strida för terrorgrupper. En sådan lag skulle dock inte hindra svenskar från att strida i de ukrainska frivilliga bataljonerna, då Sverige inte anser dessa vara terrorgrupper.

### Finland
Skyddspolisen i Finland och landets inrikesminister Päivi Räsänen uppgav i juli 2014 att man vid det tillfället inte hade någon information om att finländska frivilliga skulle ha begett sig till Ukraina för att delta i striderna.

### Serbien
Serbiens regering höll 2014 på att ta fram en lag som skulle göra det straffbart för landets medborgare att delta i "främmande krig". Detta är en direkt konsekvens av att ett stort antal serber deltog i kriget i Ukraina, de flesta var dock tjetnikska serber som deltog på den proryska sidan.

## Motsägelsefulla internationella reaktioner

### Militärsamarbeten[71]
- 2015 USA och Kanada meddelar, att Azov-bataljonens medlemmar inte får ta del av den utbildning som man vill ge den ukrainska armén, på grund av enhetens nynazistika kontakter.
- 2016 lättade dock USA på stoppet från 2015, efter påtryckningar från Pentagon.

### Facebook/ Meta[71]
- 2019 meddelade Facebook att man ville utesluta bataljonen från sin plattform. Man ställde enheten på samma skyddsnivå som Ku Klux Klan och terrororganisationen IS. Blockeringen skulle även innefatta användare som lovordade enheten och dess insatser.
- Den 24 februari 2022, samma dag som Ryssland inledde sin invasion av Ukraina, meddelade Meta att man skulle komma att göra ett litet undantag och tillåta att Azov-bataljonen beröms på Facebook för sina insatser (samtidigt som man inte kommer att ”tolerera yttrandefrihetsbrott eller olika former av beröm för eventuella våldshandlingar, som enheten kan komma att begå”).

### France 24
I mars 2022 beskrev France 24 Azovregementet som "i hjärtat av propagandakriget" mellan Ryssland och Ukraina. France 24 rapporterade att Azov lade ut segeranspråk på Telegram som "ofta åtföljs av videor av brinnande ryska stridsvagnar" och kallade ryssarna "de riktiga fascisterna". Vyacheslav Likhachev, analytiker vid ZMINA Center for Human Rights i Kiev, uppgav att Azov under kriget fungerar på samma sätt som andra regementen, "men med bättre PR".

### Meta, januari 2023
I januari 2023 beslutade Meta att Azov inte skulle betraktas som en "farlig organisation", vilket innebär att Facebook-, Instagram- och WhatsApp-användare får publicera innehåll om Azovregementet och dess medlemmar utan censur.